# Eddie Alvarez
Eddie Alvarez (Filadélfia, 11 de janeiro de 1984) é um lutador estadunidense de artes marciais mistas, ex-campeão peso-leve do Ultimate Fighting Championship. Alvarez foi Campeão Peso-Leve do Bellator, competiu no DREAM e no ProElite EliteXC. 

## Biografia
Descendente de porto-riquenho e irlandês, Alvarez nasceu e foi criado em Kensington, Filadélfia, em um bairro com a reputação de crimes violentos e uma abundância de narcóticos de rua.
Conhecido no MMA pelo seu boxe, Alvarez foi wrestler na Universidade Católica do Nordeste. Ele foi duas vezes Prep All-American Nacional, e ficou em 6º em 2000 e 2001 na Preparação Escolar para o Campeonato Nacional de Wrestling na categoria de 145 lbs. Após a faculdade, Alvarez imediatamente começou uma carreira profissional no MMA com sua primeira luta após apenas oito meses de treinamento.
Alvarez utilizou o sucesso financeiro para se mudar com sua família de Kensington para o Nordeste da Filadélfia após o nascimento de seu primeiro filho, Eddie Jr.
Alvarez fez duas aparições no programa de televisão Bully Beatdown na MTV, onde ele nocauteou seus adversários.
Alvarez em Dezembro de 2010, abriu a primeira loja de MMA na Filadélfia, PA, chamada "The Red Corner", e é localizada na área de Fishtown na Filadélfia, e então fechou suas portas.

## Carreira no MMA
Alvarez ganhou o Título Meio Médio do MFC em sua sétima luta profissional em Junho de 2006 onde ele derrotou Derrick Noble por nocaute em apenas 1:01 do primeiro round. O Título Meio Médio do MFC depois foi unido ao Título Meio Médio do BodogFIGHT.
Apesar do fato de ter muitos competidores na divisão de 170 pounds, para Alvarez é uma categoria de peso mais competitiva, ele continuou para lutar com adversários maiores porque ele apreciava o desafio de testar-se contra adversários mais fortes. No BodogFIGHT: Clash of the Nations pay per view na Rússia em 14 de Abril de 2007, a desvantagem de tamanho de Alvarez foi exposta, e sofreu sua primeira derrota na carreira por TKO para o veterano no UFC Nick Thompson aos 4:32 do segundo round.
Após decidir levar o Bodog, Alvarez rapidamente encontrou uma nova casa no EliteXC onde competiu na divisão de 160 pounds contra Ross Ebanez, vencendo por nocaute técnico.
Algumas semanas antes do primeiro evento, foi anunciado que a promoção japonesa DREAM, iniciada pelos criadores do PRIDE FC e K-1 assinou com Alvarez para competir no grand prix de 154 pounds.
Sua luta inicial foi contra Andre Amade, outro striker potente, vindo da famosa Academia Chute Boxe. Durante a luta, Alvarez foi derrubado por uma forte direita, porém foi capaz de se recuperar e usar suas maiores habilidades no wrestling para venceu por nocaute técnico no primeiro round.
Alvarez avançou para o segundo round do torneio onde ele derrotou o lutador que estava no topo do ranking dos leves Joachim Hansen em 11 de Maio de 2008 por decisão unânime em uma luta emocionante luta. Hansen, conhecido por sua habilidade ao receber um soco, foi derrubado duas vezes na luta e atordoado inúmeras outras vezes por golpes de Alvarez.
Em sua luta no DREAM.5, Alvarez nocauteou outro lutador no topo do ranking dos leves Tatsuya Kawajiri na semifinal do torneio. A luta foi premiada como Luta do Ano pelo Sherdog em 2008. Porém, ele foi incapaz de avançar no torneio devido a um corte e um grave inchaço embaixo de seu olho direito. Alvarez foi substituído por Joachim Hansen, que ele venceu dois meses antes. Hansen venceu o torneio e o Título Peso Leve do DREAM.
Alvarez era esperado para enfrentar o veterano do UFC e PRIDE Nick Diaz pelo título de 160 libras do EliteXC em 8 de novembro de 2008. Porém a luta foi cancelada porque o dono do EliteXC's, ProElite fechou as portas e faliu. Na véspera do Ano Novo de 2008 Alvarez lutou contra Shinya Aoki no K-1 Dynamite!! 2008, perdendo por finalização no primeiro round. Ele assinou um contrato de exclusividade com o Bellator Fighting Championships.

### Bellator MMA
Alvarez entrou para o Torneio dos Leves do Bellator no evento inaugural do Bellator em 3 de Abril de 2009. Ele enfrentou Greg Loughran, que acertou um gancho de esquerda que fez Alvarez dobrar as pernas. Alvarez sobreviveu, e finalizou Loughran com uma guilhotina. Sua luta seguinte na semifinal do torneio que aconteceu quatro semanas depois no Bellator 5, contra Eric Reynolds. Após controlar a luta por dois rounds, Alvarez usou um mata-leão para finalizar Reynolds no terceiro round.
Alvarez avançou para a Final do Torneio, que aconteceu no Bellator 12 em 19 de Junho de 2009. Ele enfrentou e derrotou Toby Imada, por finalização no segundo round, e se tornou o Campeão Peso Leve do Bellator.
Alvarez enfrentou Josh Neer em uma luta não válida pelo título em 6 de Maio de 2010 no Bellator 17 onde mostrou um ótimo wrestling e trocação para derrotar Neer por finalização aos 2:08 do segundo round.
Alvarez era esperado para enfrentar o vencedor do Torneio dos Leves da Segunda Temporada Pat Curran em uma defesa do seu título, porém seu oponente se retirou do card com uma lesão no seu ombro direito right. Ele então enfrentou Roger Huerta no Bellator 33 realizada em sua cidade natal em Filadélfia. Ele venceu a luta por nocaute técnico entre o 2° e 3° round. Alvarez declarou publicamente que ele queria em sua próxima luta o Campeão Peso-Leve do Strikeforce, Gilbert Melendez.
Alvarez derrotou Pat Curran em 2 de Abril de 2011 por decisão unânime e manteve o Cinturão Peso Leve do Bellator no Bellator 39.
Alvarez enfrentou Michael Chandler em 19 de Novembro de 2011 no Bellator 58 na luta que foi chamada por muitas publicações como a Luta do Ano 2011. Ele foi derrotado por Chandler por finalização no quarto round. Chandler foi muito agressivo no primeiro round, quase finalizando Alvarez. No terceiro round, Alvarez acertou vários golpes, um em particular atordoou Chandler. No último round, Chandler acertou Alvarez com uma direita e permaneceu em cima de Alvarez até pegar as costas e encaixando o estrangulamento e forçando Alvarez a bater.
Alvarez enfrentou Shinya Aoki em uma revanche no Bellator 66. Ele venceu a luta por nocaute técnico no primeiro round após acerar Aoki e finalizar no ground and pound.
Alvarez enfrentou Patricky Freire no Bellator 76, e derrotou Freire no primeiro round por nocaute. Essa foi a última luta no contrato com o Bellator e passou o prazo contratual da organização de negociação exclusiva. Alvarez concordou com um novo contrato com o UFC. Porém, o Bellator invocou uma cláusula no contrato original para coincidir com a oferta do UFC e re-integrar Alvarez, combinando ao show e ganhando bolsa e alegando que o pay-per-view cortou na oferta do UFC para ser estritamente hipotético. Alvarez e sua gestão ingressou com duas ações judiciais contra o Bellator.
Após muito tempo sem lutar devido ao problema contratual, Alvarez voltou à lutar pelo Bellator, ele fez uma revanche contra Michael Chandler, a luta aconteceu em 2 de Novembro de 2013 no Bellator 106. Ele venceu a luta por decisão dividida.
Alvarez era esperado para finalizar a trilogia com Michael Chandler em 17 de Maio de 2014 no Bellator 120. Porém, uma concussão sofrida uma semana antes da luta o tirou do evento, e ele acabou sendo disputado por Chandler e Will Brooks. Com a rescisão de contrato com o Bellator MMA, e a derrota de Chandler para Will Brooks, a aguardada trilogia entre os dois campeões acabou não ocorrendo.

### Ultimate Fighting Championship
Alvarez foi liberado do Bellator no dia 19 de agosto de 2014, e rapidamente fechou com o Ultimate Fighting Championship. Alvarez enfrentou o veterano Donald Cerrone em 27 de Setembro de 2014 no UFC 178 e perdeu por decisão unânime.
Ele era esperado para enfrentar o ex-campeão Benson Henderson em 18 de Janeiro de 2015 no UFC Fight Night: McGregor vs. Siver. No entanto, uma lesão o tirou da luta e ele foi substituído por Donald Cerrone.
Alvarez enfrentou o ex-desafiante Gilbert Melendez em 13 de Junho de 2015 no UFC 188. Ele venceu a luta por decisão dividida após ter o olho esquerdo completamente fechado ainda no primeiro round. 
Alvarez enfrentou o ex-campeão Anthony Pettis em 17 de Janeiro de 2016 no UFC Fight Night: Dillashaw vs. Cruz. Ele conseguiu uma vitória por decisão dividida.

#### Cinturão do UFC
Com as vitórias consecutivas nos ex-campeões do Strikeforce e UFC, Eddie Alvarez teve a chance de lutar pelo cinturão contra Rafael dos Anjos no UFC Fight Night: dos Anjos vs. Alvarez no dia 7 de julho de 2016. Aos 3min49s Alvarez se consagrou campeão, após uma blitz devastadora no brasileiro. O árbitro Herb Dean preservou a integridade física do atleta da Kings MMA e parou a luta.

## Cartel no MMA
| Cartel no MMA   |             |            |
| 38 lutas        | 30 vitórias | 7 derrotas |
| Por nocaute     | 16          | 4          |
| Por finalização | 8           | 2          |
| Por decisão     | 6           | 1          |
| No contest      | 1           | 1          |

| Res.    | Cartel   | Oponente           | Método                                  | Evento                                 | Data       | Round | Tempo | Local                                               | Notas |
| ------- | -------- | ------------------ | --------------------------------------- | -------------------------------------- | ---------- | ----- | ----- | --------------------------------------------------- | --- |
| Derrota | 30-8 (2) | Ok Rae Yoon        | Decisão (unânime)                       | ONE on TNT 4                           | 28/04/2021 | 3     | 5:00  | Kallang                                             | |
| NC      | 30-7 (2) | Iuri Lapicus       | Sem Resultado (socos ilegais na nuca)   | ONE on TNT 1                           | 07/04/2021 | 1     | 1:03  | Kallang                                             | Originalmente derrota por desqualificação devido a socos ilegais na nuca do adversário, mais tarde mudado por um erro do árbitro na amostra do cartão. |
| Vitória | 30-7 (1) | Eduard Folayang    | Finalização (mata leão)                 | ONE FC: Dawn of Heroes                 | 02/08/2019 | 1     | 2:16  | Pasay                                               | Semifinal do Grand Prix Peso Leve do ONE FC; Mais tarde saiu do torneio devido a lesão.                                                                |
| Derrota | 29-7 (1) | Timofey Nastyukhin | Nocaute Técnico (socos)                 | ONE FC: A New Era                      | 31/03/2019 | 1     | 4:05  | Tóquio                                              | Estreia no ONE FC; Quartas de Final do Grand Prix Peso Leve do ONE FC.                                                                                 |
| Derrota | 29-6 (1) | Dustin Poirier     | Nocaute Técnico (socos e cotovelada)    | UFC on Fox: Alvarez vs. Poirier II     | 28/07/2018 | 2     | 4:05  | Calgary, Alberta                                    | |
| Vitória | 29-5 (1) | Justin Gaethje     | Nocaute Técnico (joelhada e socos)      | UFC 218: Holloway vs. Aldo II          | 02/12/2017 | 3     | 3:59  | Detroit, Michigan                                   | Luta da Noite; Luta do Ano (2017). |
| NC      | 28-5 (1) | Dustin Poirier     | Sem Resultado (joelhada ilegal)         | UFC 211: Miocic vs dos Santos II       | 13/05/2017 | 2     | 4:12  | Dallas, Texas                                       | Alvarez aplicou uma joelhada ilegal. |
| Derrota | 28-5     | Conor McGregor     | Nocaute (socos)                         | UFC 205: Alvarez vs. McGregor          | 12/11/2016 | 2     | 3:04  | New York, New York                                  | Perdeu o Cinturão Peso Leve do UFC. |
| Vitória | 28-4     | Rafael dos Anjos   | Nocaute Técnico (socos)                 | UFC Fight Night: dos Anjos vs. Alvarez | 07/07/2016 | 1     | 3:49  | Las Vegas, Nevada                                   | Ganhou Cinturão Peso Leve do UFC; Performance da Noite.                                                                                                |
| Vitória | 27-4     | Anthony Pettis     | Decisão (dividida)                      | UFC Fight Night: Dillashaw vs. Cruz    | 17/01/2016 | 3     | 5:00  | Boston, Massachusetts                               | |
| Vitória | 26-4     | Gilbert Melendez   | Decisão (dividida)                      | UFC 188: Velasquez vs. Werdum          | 13/06/2015 | 3     | 5:00  | Cidade do México                                    | |
| Derrota | 25-4     | Donald Cerrone     | Decisão (unânime)                       | UFC 178: Johnson vs. Cariaso           | 27/09/2014 | 3     | 5:00  | Las Vegas, Nevada                                   | Estreia no UFC. |
| Vitória | 25-3     | Michael Chandler   | Decisão (dividida)                      | Bellator 106                           | 02/11/2013 | 5     | 5:00  | Long Beach, California                              | Ganhou o Cinturão Peso-Leve do Bellator. |
| Vitória | 24-3     | Patricky Freire    | Nocaute (chute na cabeça e socos)       | Bellator 76                            | 12/10/2012 | 1     | 4:54  | Windsor, Ontário                                    | |
| Vitória | 23-3     | Shinya Aoki        | Nocaute Técnico (socos)                 | Bellator 66                            | 20/04/2012 | 1     | 2:14  | Cleveland, Ohio                                     | |
| Derrota | 22-3     | Michael Chandler   | Finalização (mata leão)                 | Bellator 58                            | 19/11/2011 | 4     | 3:06  | Hollywood, Flórida                                  | Perdeu o Cinturão Peso-Leve do Bellator. |
| Vitória | 22-2     | Pat Curran         | Decisão (unânime)                       | Bellator 39                            | 02/04/2011 | 5     | 5:00  | Uncasville, Connecticut                             | Defendeu o Cinturão Peso-Leve do Bellator. |
| Vitória | 21-2     | Roger Huerta       | Nocaute Técnico (interrupção médica)    | Bellator 33                            | 21/10/2010 | 2     | 5:00  | Filadélfia, Pensilvânia                             | Não válida pelo título. |
| Vitória | 20-2     | Josh Neer          | Finalização (mata leão)                 | Bellator 17                            | 06/05/2010 | 2     | 2:08  | Boston, Massachusetts                               | Peso Casado 160 lb. |
| Vitória | 19-2     | Katsunori Kikuno   | Finalização (triângulo de braço)        | DREAM.12                               | 26/10/2009 | 2     | 3:42  | Osaka                                               | |
| Vitória | 18-2     | Toby Imada         | Finalização (mata leão)                 | Bellator 12                            | 19/06/2009 | 2     | 0:38  | Hollywood, Flórida                                  | Final do Torneio dos Leves da 1ª Temporada; Ganhou o Cinturão Peso Leve do Bellator.                                                                   |
| Vitória | 17-2     | Eric Reynolds      | Finalização (mata leão)                 | Bellator 5                             | 01/05/2009 | 3     | 1:30  | Dayton, Ohio                                        | Semifinal do Torneio dos Leves da 1ª Temporada |
| Vitória | 16-2     | Greg Loughran      | Finalização (guilhotina)                | Bellator 1                             | 03/04/2009 | 1     | 2:44  | Hollywood, Flórida                                  | Estreia no Bellator; Quartas de Final do Torneio dos Penas da 1ª Temporada                                                                             |
| Derrota | 15-2     | Shinya Aoki        | Finalização (chave de calcanhar)        | Dynamite!! 2008                        | 31/12/2008 | 1     | 1:32  | Saitama                                             | Pelo Título Peso Leve do WAMMA |
| Vitória | 15-1     | Tatsuya Kawajiri   | Nocaute Técnico (socos)                 | DREAM.5                                | 21/07/2008 | 1     | 7:35  | Osaka                                               | Semifinal do GP dos Leves do Dream; Lesionou o olho, não pode lutar na final.                                                                          |
| Vitória | 14-1     | Joachim Hansen     | Decisão (unânime)                       | DREAM.3                                | 11/05/2008 | 2     | 5:00  | Saitama                                             | Quartas de Final do Torneio dos Leves do Dream. |
| Vitória | 13-1     | André Amado        | Nocaute Técnico (socos)                 | DREAM.1                                | 15/03/2008 | 1     | 6:47  | Saitama                                             | Round de Abertura GP dos Leve do Dream. |
| Vitória | 12-1     | Ross Ebañez        | Nocaute (socos)                         | ShoXC: 25 de Janeiro de 2008           | 25/01/2008 | 2     | 2:32  | Atlantic City, Nova Jersey                          | Peso Casado 165 lb. |
| Vitória | 11–1     | Matt Lee           | Decisão (unânime)                       | BodogFIGHT: Alvarez vs. Lee            | 14/07/2007 | 3     | 5:00  | Trenton, Nova Jersey                                | |
| Derrota | 10-1     | Nick Thompson      | Nocaute Técnico (socos)                 | BodogFIGHT: Clash of the Nations       | 14/04/2007 | 2     | 4:32  | São Petersburgo                                     | Perdeu o Título Meio-Médio do BodogFIGHT. |
| Vitória | 10-0     | Scott Henze        | Nocaute Técnico (interrupção do córner) | BodogFIGHT: Costa Rica combat          | 16/02/2007 | 1     | 4:13  | San José                                            | |
| Vitória | 9-0      | Aaron Riley        | Nocaute (socos)                         | BodogFIGHT: USA vs. Russia             | 02/12/2006 | 1     | 1:05  | Vancouver, Colúmbia Britânica                       | Ganhou o Título Meio-Médio do MFC; depois promovido ao Título do BodogFIGHT.                                                                           |
| Vitória | 8-0      | Hidenobu Koike     | Nocaute Técnico (socos)                 | MARS 4: New Deal                       | 26/08/2006 | 1     | 1:26  | Tóquio                                              | |
| Vitória | 7-0      | Derrick Noble      | Nocaute (socos)                         | MFC: Russia vs. USA                    | 03/06/2006 | 1     | 1:01  | Atlantic City, Nova Jersey                          | |
| Vitória | 6-0      | Daisuke Hanazawa   | Nocaute Técnico (socos)                 | Euphoria: USA vs. Japan                | 05/11/2005 | 1     | 4:00  | Atlantic City, New JerseyAtlantic City, Nova Jersey | |
| Vitória | 5-0      | Danil Veselov      | Nocaute Técnico (socos)                 | Euphoria: USA vs. Russia               | 14/05/2005 | 2     | 2:15  | Atlantic City, Nova Jersey                          | |
| Vitória | 4-0      | Seichi Ikemoto     | Nocaute Técnico (socos)                 | Euphoria: USA vs. the World            | 26/02/2005 | 2     | 4:25  | Atlantic City, Nova Jersey                          | |
| Vitória | 3-0      | Chris Schlesinger  | Finalização (socos)                     | Reality Fighting 7                     | 16/10/2004 | 1     | 1:00  | Atlantic City, Nova Jersey                          | |
| Vitória | 2-0      | Adam Fearon        | Finalização (socos)                     | Ring of Combat 6                       | 24/04/2004 | 1     | 2:06  | Elizabeth, Nova Jersey                              | |
| Vitória | 1-0      | Anthony Ladonna    | Nocaute (soco)                          | Ring of Combat 5                       | 14/12/2003 | 1     | 3:57  | Elizabeth, Nova Jersey                              | |